# Ural-5920
El vehículo de transporte '"Ural-5920" está hecho para el transporte de mercancías en territorios dentro de la tundra rusa.
Es construido por la fábrica de automóviles de los Urales (UralAZ). Hecho para el paso por caminos en territorios pantanosos, y por caminos difíciles; incluyendo caminos recubiertos de nieve, así como terrenos saturados de agua, cuya tolerancia térmica está entre los +40° hasta los -60° Celsius, su construcción hace que solamente se vea en países con condiciones climáticas similares a las de Rusia.

## Historia
El desarrollo del vehículo se hizo ante la solicitud hecha por parte del grupo de representantes de las empresas estatales soviéticas como Minneftegazstroya, Minavtoproma, Minnefteprom, y de los Ministerios de la Industria del Gas y del  de Geología de la URSS. Su petición inicial solicitaba que contase con tracción combinada (de orugas y ruedas), y que las cadenas cuenten con refuerzos de goma para la capacidad de paso por terrenos de difícil acceso, y cuya capacidad de carga fuera de hsata 8 toneladas. El diseño y los primeros prototipos se pusieron en marcha en los primeros años de la década de los 70. 
En 1976 se presentó el lote piloto de dicha clase de vehículos, que eran unos que combinaban características preliminares. La aceptación, junto a las pruebas de rutina se ejecutraon el mismo año. En 1977, un comité de evaluación interdepartamental, integrado por los anteriores organismos hicieron las respectivas recomendaciones para su producción en serie.
En enero de 1981, fue presentada toda la documentación para el diseño de preproducción finalmente. En las postrimerías del año 1981, se hizo el primer modelo experimental; y luego, las instalaciones de la planta UralAZ se adaptaron para el proceso de producción en serie. 
En agosto de 1984, es mostrado el primer prototipo totalmente funcional en la Exposición de Logros Económicos de la URSS de dicho año. 
En la década de 1990, y en coicidencia con la situación económica posterior a la disolución de la URSS; se detuvieron las órdenes para su producción, y en consecuencia; la producción en serie se materializó en unos pocos cientos de unidades.

## Características del modelo
Vehículo todo terreno, de dos orugas; no es como el tractor de orugas del común, ya que se acostumbra a operar con un par de las orugas cada vez que lo requiera, a pesar de que sus orugas son cuatro y que son relativamente cortas, aunque le permiten una movilidad suficiente para realizar maniobras muy complejas.
- Capacidad de carga: 8 toneladas
- Peso bruto (con carga): 22500 kg
- Presión específica (en su paso sobre orugas, cargado): 0,22 kg/cm2
- Velocidad máxima: 30 km / h,
- Consumo de combustible: 100 litros por cada 100 km,
- Máxima pendiente superable: 58% de inclinación.
- Capacidad de vadeo (profundidad máxima) 1,8 m
- Potencia nominal del motor: 210 HP.

## Estructura
La estructura del camión es similar a la de un camión normal, pero con una notoria diferencia: en vez del conjunto tractor acostumbrado hay una transmisión acoplada a un conjunto de cuatro orugas, que son desmontables de ser necesario, para ser reemplpazadas por una o dos transmisiones normales.
Su suspensión es del tipo convencional, obviamente adaptada al tipo de ejes que lo sustentan, y su carrocería es del cabinaje usado en el camión Ural-375 en su configuración para la tundra siberiana.